# DakhaBrakha
DakhaBrakha (ukrajinsko ДахаБраха, v slovenski transliteraciji DahaBraha) je ukrajinska folk glasbena skupina iz Kijeva. Kvartet v sestavi Marko Galanevič, Olena Cibulska, Irina Kovalenko in Nina Garenecka je nastal leta 2004 kot glasbeni projekt producenta Vladislava Trojickega v sklopu kijevskega avantgardnega centra sodobne umetnosti »Dah« (dobesedno »streha«). Njegovo ime je tudi besedna igra na protipomenki »davati« in »brati« (»dati« in »vzeti«).
Svoj eklektičen slog imenujejo »etno-kaos«; izvajajo ljudsko glasbo iz različnih ukrajinskih regij z elementi kabareta, džeza, rocka in hip-hopa, ki jo dopolnjujejo s kostumi. Skupina uživa precejšen uspeh v tujini in člani na čelu z Markom Galanevičem, ki deluje kot njihov glasnik, se predstavljajo kot ambasadorji ukrajinske kulture ter redno nastopajo na festivalih t. i. glasbe sveta na Zahodu. V politično burnih časih Evromajdana so se razglasili tudi za ambasadorje Majdana in kasneje ob napetostih med Ukrajino in Rusijo ter ruski priključitvi Krima za ambasadorje svobodne Ukrajine.
Tri ženske članice so imele pred nastankom skupine nekaj izkušenj s petjem, ne pa igranjem glasbil, a jih je Trojicki uspel povezati v skupino, ki bi združevala ljudske in avantgardne zvoke za odrsko produkcijo. Imajo etnomuzikološko izobrazbo in pogosto zbirajo zvoke z odpravami na podeželje in snemanjem lokalnih pevk.
Leta 2020 so za svoje glasbeno ustvarjanje prejeli ukrajinsko nacionalno nagrado Tarasa Ševčenka.

## Diskografija
- На добраніч, (Na dobranič) (2005)
- Ягудки, (Jagudky) (2007)
- На межі, (Na meži) (2009)
- Light (2010)
- Хмелева project, (Žmeleva project) (2012)
- Шлях, (Šljah) (2016)
- Alambari (2020)